# Cloak and Dagger
A Cloak and Dagger egy 1973-as The Upsetters album.

## Számok

### Jamaicai változat

#### A
1. "Cloak And Dagger" – Tommy McCook & The Upsetters
2. "Sharp Razor V/S" – The Upsetters
3. "Hail Stone" – W. Wright & Upsetters
4. "Musical Transplant" – The Upsetters
5. "Liquid Serenade" – W. Wright & Upsetters
6. "Side Gate" – The Upsetters

#### B
1. "Iron Claw" – Tommy McCook & Upsetters
2. "V/S Iron Side" – The Upsetters
3. "Rude Walking" – Tommy McCook & The Upsetters
4. "V/S Bad Walking" – The Upsetters
5. "Caveman Skank" – Lee Perry & The Upsetters
6. "Pe-We Special" – The Upsetters

### UK változat

#### A
1. "Cloak And Dagger"
2. "Hail Stone"
3. "Musical Transplant"
4. "Liquid Seranade"
5. "Retail Love"
6. "Creation"

#### B
1. "Iron Claw"
2. "Rude Walking"
3. "Cave Man Skank"
4. "Pe We Special"
5. "Sunshine Rock"
6. "Wakey Wakey"